# Rajski Do
Rajski Do (cyr. Рајски До) – wieś w Bośni i Hercegowinie, w Republice Serbskiej, w mieście Sarajewo Wschodnie, w gminie Trnovo. W 2013 roku liczyła 17 mieszkańców.